# Status confessionis
Status confessionis er betegnelsen på latin for bekendelsessituationen inden for kristen teologi, især brugt i protestantismen i situationer hvor der har været splittelser inden for kirken om bekendelsen.
Af eksempler kan nævnes stridighederne omkring Konkordieformlen fra 1577, kirkens situationen i Nazi-Tyskland blandt andet vedrørende arierparagraffen der resulterede i Barmenerklæringen maj 1934 (se bekendelsessynode) og Det Lutherske Verdensforbunds behandling af sydafrikanske kirker i spørgsmålet om apartheid.